# Mieczysław Nahuńko

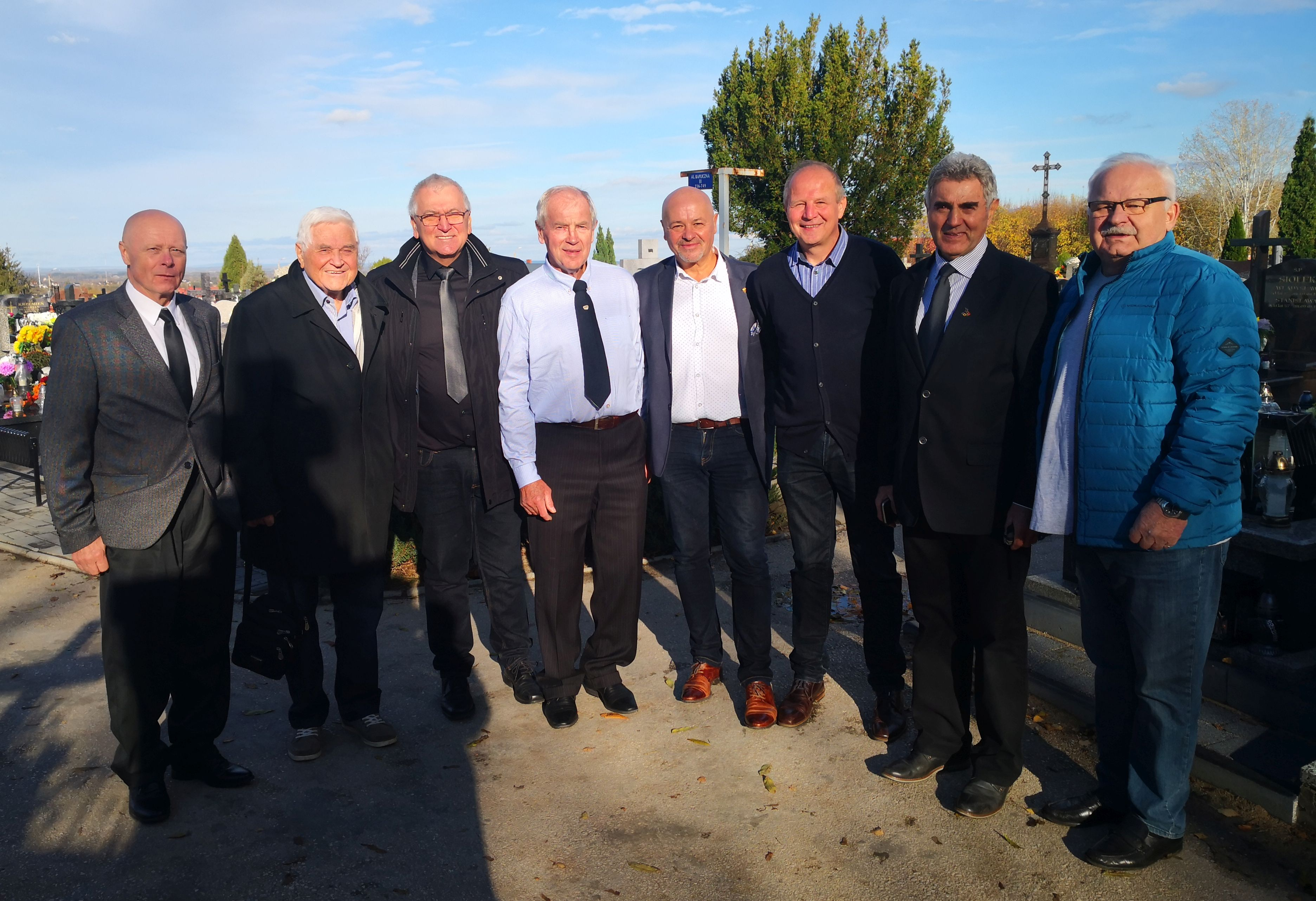
Marek Marcińczak, Leszek Lejczyk, Henryk Gruth, Mieczysław Jaskierski, Gabriel Samolej, Jacek Szopiński, Józef Batkiewicz i Mieczysław Nahuńko (w kolejności od lewej do prawej) uczestniczyli w ostatnim pożegnaniu hokeisty i trenera Jerzego Mruka na cmentarzu w Busku-Zdroju 4 listopada 2023 r.

Mieczysław Nahunko (ur. 1 stycznia 1953) – polski hokeista, trener hokejowy.
Do 1981 zawodnik GKS Katowice, Zagłębia Sosnowiec.
Następnie trener juniorów Zagłębia Sosnowiec. Od 1988 roku trener drużyn seniorów: Unii Oświęcim (dwukrotne mistrzostwo i wicemistrzostwo Polski; w sezonie 1992/1993 asystent Stanisława Małkowa), GKS-u Tychy, Polonii Bytom, Zagłębia Sosnowiec, Stoczniowca Gdańsk, Cracovii. Jako trener brał udział w przygotowaniach kadry Polski do Mistrzostw Świata. Przez trzy sezony (1985–1988) trener reprezentacji Polski juniorów. W sezonie 1998/1998 trener Polonii Bytom.
Przed podjęciem pracy w GKS Tychy był asystentem w Cracovii. Do 2010 był trenerem SMS Sosnowiec. Od listopada 2011 szkoleniowiec HC GKS Katowice. Do stycznia 2016 trener w zespole Zagłębia Sosnowiec
Jego syn Dominik (ur. 1995) także został hokeistą.